# قوانین بنیادی جبر مجموعه‌ها
عملیات باینری اجتماع(∪) و اشتراک(∩) خواصی را به وجود آورده اند که برخی از این خواص یا "قوانین" دارای نام‌های به خصوص و مشهوری هستند: 
قانون جابه جایی:
- {\displaystyle A\cup B=B\cup A\,\!}
- {\displaystyle A\cap B=B\cap A\,\!}

قانون شرکت پذیری:
- {\displaystyle (A\cup B)\cup C=A\cup (B\cup C)\,\!}
- {\displaystyle (A\cap B)\cap C=A\cap (B\cap C)\,\!}

قانون پخشی:
- {\displaystyle A\cup (B\cap C)=(A\cup B)\cap (A\cup C)\,\!}
- {\displaystyle A\cap (B\cup C)=(A\cap B)\cup (A\cap C)\,\!}

شباهت بین اجتماع و اشتراک مجموعه ها، و جمع و ضرب اعداد، کاملاً قابل توجه است. مانند جمع و ضرب، عملیات اجتماع و اشتراک دارای خواص جابجایی و شرکت‌پذیری هستند، و اشتراک بر روی اجتماع پخش پذیر است.البته بر خلاف جمع و ضرب، اجتماع نیز بر روی اشتراک پخش پذیر است.
دو قانون دیگر شامل مجموعه‌های خاصی با نام مجموعه ی تهی (∅) و مجموعه جهانی (U) می‌شود؛ که متمم یکدیگرند. مجموعه ی تهی هیچ عضوی ندارد، و مجموعه ی جهانی است شامل همهٔ اعضای امکان پذیر است (در یک زمینه خاص).
قانون هویت:
- {\displaystyle A\cup \varnothing =A\,\!}
- {\displaystyle A\cap U=A\,\!}

قانون متمم:
- {\displaystyle A\cup A^{C}=U\,\!}
- {\displaystyle A\cap A^{C}=\varnothing \,\!}

قوانین هویت (همراه با قوانین جابجایی) می گویند که، درست مثل 0 و 1 برای جمع و ضرب، ∅ و U عناصر هویت برای اجتماع و اشتراک‌اند.
بر خلاف جمع و ضرب، اجتماع و اشتراک عناصر معکوس ندارند. با این حال قوانین مکمل، باعث به وجود آمدن خاصیتی بنیادی از عمل یگانی متمم که تا حدودی شبیه معکوس است، می‌شود.
پنج قانون یادشده - جابجایی، شرکت پذیری، پخش پذیری، هویت و متمم – تمام جبر مجموعه‌ها را در بر می‌گیرد، به این معنا که هر گزاره معتبر در جبر مجموعه‌ها می‌تواند از آن‌ها استنتاج شود.
توجه داشته باشید که اگر قوانین مکمل به قانون  {\displaystyle (A^{C})^{C}=A} تقلیل داده شود، این دقیقاً همان جبر منطق خطی است.